# Pseudobonellia biuterina
Pseudobonellia biuterina is een lepelworm uit de familie Bonelliidae.
De wetenschappelijke naam van de soort werd in 1919 gepubliceerd door David Dilwyn Johnston & Teigs.